# حجلة (بكيل المير)

تعديل مصدري - تعديل

حجلة هي إحدى قرى عزلة العطن بمديرية بكيل المير التابعة لمحافظة حجة، بلغ تعداد سكانها 342 نسمة حسب تعداد اليمن لعام 2004.